# Sacuntala de Miranda
Sacuntala de Miranda (Ponta Delgada, 7 de novembro de 1934 — Cascais, 30 de janeiro de 2008) foi uma ativista política e historiadora que se destacou na oposição ao Estado Novo.

## Biografia
Sacuntala de Miranda nasceu em Ponta Delgada, na ilha de São Miguel, filha de Lúcio de Miranda, professor de matemática do Liceu Nacional de Ponta Delgada e escritor, natural de Goa, e de mãe micaelense. Ainda criança partiu com os pais para a Índia, onde a família tencionava fixar-se. Gorado esse intento, a família regressou a Portugal em 1942, tendo vivido algum tempo no Funchal, regressando por fim a Ponta Delgada. Concluído o ensino secundário no Liceu de Ponta Delgada, matriculou-se no curso de Ciências Históricas Filosóficas da Faculdade de Letras de Lisboa.
Enquanto estudante universitária, iniciou uma militância nos meios políticos da oposição ao regime do Estado Novo e ao colonialismo. Activista nos movimentos estudantis, tornou-se amiga de vários militantes dos movimentos pró independência das colónias. Ligada à Oposição Democrática, e detida pela PIDE em dezembro de 1953, pertenceu ao Movimento para a Paz, ao MUD Juvenil, de que foi dirigente, e mais tarde ao Partido Comunista Português, de que viria a afastar-se nos anos 60. Durante esse período  trabalhou como redactora na revista Eva, foi regente de estudos no Colégio Moderno e deu aulas na Sala de Estudo André de Resende. Em 1958 participou na campanha eleitoral do general Humberto Delgado.
Concluiu a licenciatura em Ciências Históricas Filosóficas no ano de 1959 e foi autorizada a leccionar no Liceu Rainha D. Leonor as disciplinas de História, Filosofia e Organização Política e Administrativa da Nação. Contudo, as pressões da PIDE junto do liceu para o seu afastamento e a solidariedade com o seu pai, exilado em Londres devido à sua posição acerca da integração de Goa na União Indiana, obrigou-a a optar pelo exílio. Fixou-se inicialmente em Londres, onde trabalhou então nos mais variados ramos até se empregar na biblioteca da Universidade de Londres. Exilada, desde logo se afirmou como destacada resistente à ditadura portuguesa, participando activamente nos movimentos de resistência e luta contra a ditadura em Portugal, na luta anti-colonial e na luta sindical, em particular a dos trabalhadores portugueses imigrados em Inglaterra. No prosseguimento da oposição ao Estado Novo, deixa Londres por um breve período, entre 1964 e 1965, instalando-se em Argel, então «sede» do movimento de resistência e luta contra a ditadura em Portugal.
Regressa a Londres em 1965, passando a trabalhar como professora do ensino secundário. Em 1967-1968 trabalhou como asistente de investigação em Sociologia na Universidade de Londres. Também foi assistente de investigação no Departamento de Sociologia da Universidade de Essex. Aproveitando a «primavera marcelista», retornou por um breve período a Portugal em 1970, empregando-se no Grupo de Estudos e Planeamento da Direcção Geral de Construções Escolares do Ministério das Obras Públicas. Foi obrigada a regressar a Londres em 1971, onde concluiu em 1973 a licenciatura em Sociologia pela Universidade de Londres.
Entretanto empregara-se como investigadora assistente num sindicato do sector dos transportes de Londres, o Transport and General Workers Union. Em 1975, após a revolução de 25 de Abril de 1974 regressou definitivamente a Portugal e trabalhou na Secretaria de Estado da Emigração, durante os governos provisórios, considerando-se saneada com a queda do 5.º governo provisório, presidido por Vasco Gonçalves. De seguia trabalhou durante três anos no Centro de Investigação Pedagógica da Fundação Calouste Gulbenkian. Em 1979 ingressou como assistente no Departamento de História da Faculdade de Ciências Sociais e Humanas da Universidade Nova de Lisboa, onde, em 1988, conclui o doutoramento, orientada pelo professor A. H. Oliveira Marques, com uma tese intitulada O declínio da supremacia britânica em Portugal. 1890-1939, uma investigação sobre as relações económicas entre Portugal e a Inglaterra (1891-1939), tema que já havia iniciado em Londres sob a orientação do professor Eric Hobsbawm. Foi consultora da Open University inglesa sobre os sistemas educativos dos países periféricos.
Sacuntala de Miranda foi um dos fundadores do Departamento de História Contemporânea da Faculdade de Ciências Sociais e Humanas da Universidade Nova de Lisboa e foi professora do primeiro mestrado de História Contemporânea organizado em Portugal, em 1984. Por motivos de saúde aposentou-se em 1999.
Ao longo da sua carreira afirmou-se como uma notável historiadora de temas de história económica e de história política e da emigração, sendo a sua historiografia marcada pelas opções ideológicas da esquerda. Entre as suas obras destacam-se as duas teses, a de licenciatura, sobre a revolução de Setembro de 1836, pioneira nos estudos da política portuguesa do século XIX, e a de doutoramento, sobre a dependência económica portuguesa entre 1890 e 1939. Também deu importantes contributos a história açoriana, nomeadamente com participação em colóquios na ilha de S. Miguel, de onde se destaca um ensaio referente ao «ciclo da laranja» entre 1780-1880, que é a mais completa visão de conjunto sobre este tema central da economia e sociedade micaelense nos séculos XVIII e XIX e estudos sobre a emigração e movimentos de revoltas populares.
Em 2006 lançou na cidade da Ribeira Grande (Açores) o seu primeiro livro de poesia, intitulado O Sorriso de Satya. A Biblioteca Municipal da Ribeira Grande foi a instituição escolhida por Sacuntala de Miranda para doar a sua obra. O seu fundo particular inclui um total de 807 livros e 101 periódicos, abrangendo as áreas de educação, filosofia, física, história, literatura, poesia, política, sociologia e teatro, sendo parte dele em língua inglesa.
O seu nome é lembrado na toponímia da Ribeira Grande, com a Rua Sacuntala de Miranda.

## Obras publicadas
Entre múltiplos artigos dispersos por periódicos, entre outras, é autora das seguintes monografias:
- A Revolução de Setembro de 1836 : geografia eleitoral. Lisboa, Livros Horizonte, 1982.
- O ciclo da laranja e os «gentleman farmers» da ilha de S. Miguel, 1780-1880. Ponta Delgada, Instituto Cultural de Ponta Delgada, 1989.
- Portugal. O círculo vicioso da dependência (1890-1939). Lisboa, Teorema, 1991.
- Quando os sinos tocavam a rebate : notícia dos alevantes de 1869 na Ilha de S. Miguel. Lisboa, Ediçõe Salamandra, 1996.
- A emigração portuguesa e o Atlântico 1870-1930. Lisboa, Edições Salamandra, 1999.
- Memórias de um peão nos combates pela liberdade. Lisboa, Edições Salamandra, 2003.
- O Sorriso de Satya (com António Eduardo e Mário Miranda). Instituto Cultural de Ponta Delgada, Ponta Delgada, 2005 (ISBN: 972-9216-86-X).